# 128 Nemesis
A 128 Nemesis a Naprendszer kisbolygóövében található aszteroida. James Craig Watson fedezte fel 1872. november 25-én.